# Publius Cornelius Lentulus Sura
Publius Cornelius Lentulus Sura (* um 114 v. Chr.; † 5. Dezember 63 v. Chr. in Rom) war ein römischer Politiker aus dem Familienzweig der Lentulier innerhalb der gens Cornelii.

## Leben
Lentulus Sura war im Jahr 75 v. Chr. Prätor, danach Proprätor der Provinz Sicilia. Im Jahr 71 v. Chr. bekleidete er den Konsulat und wurde im Jahr nach seinem Konsulat, also 70 v. Chr., wegen seines Lebenswandels aus dem Senat ausgeschlossen. Dennoch wählte man ihn 63 v. Chr. erneut zum Prätor.
Lentulus Sura nahm in führender Position an der Verschwörung des Catilina teil und wurde deswegen auf Betreiben des Konsuls Marcus Tullius Cicero noch im Jahr seiner Prätur hingerichtet.
Er war mit Iulia verheiratet und Stiefvater von Marcus Antonius.